# 가슴골

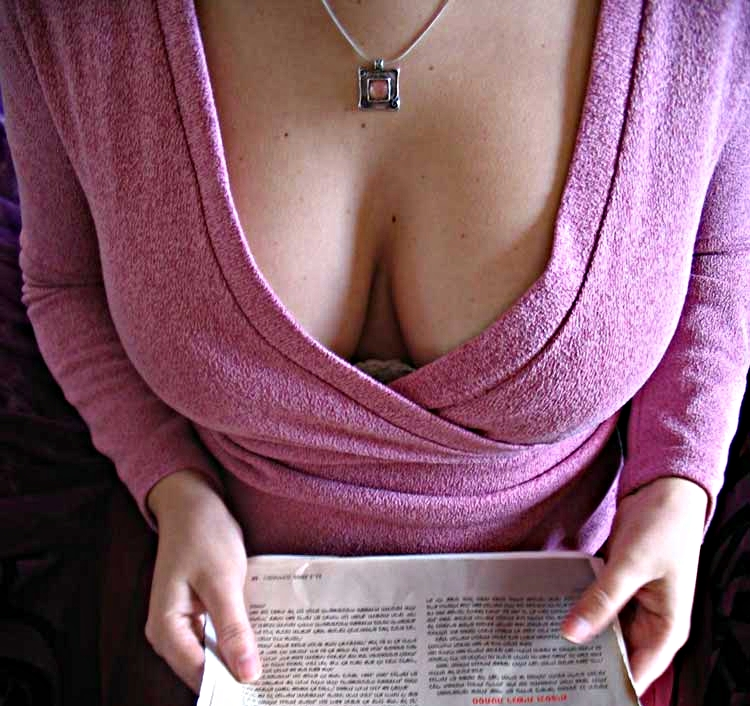
여자의 가슴골

가슴골(영어: cleavage)은 여성의 가슴 사이에 파인 골을 의미한다.

## 역사

### 고대
기원전 2600년, 이집트 제4왕조의 노프레트 공주는 깊게 파인 넥라인이 있는 브이넥 가운을 입은 것으로 묘사되었으며, 정교한 목걸이와 눈에 띄게 튀어나온 젖꼭지로 더욱 강조된 가슴골을 드러냈다.
고대 미노스 문명에서 여성들은 날씬한 허리와 풍만한 가슴을 보완하는 옷을 입었다. 고대 미노스 패션의 가장 잘 알려진 특징 중 하나는 가슴 노출인데, 여성들은 가슴을 완전히 덮거나 노출시킬 수 있는 상의를 입었고, 몸통은 가슴골을 강조했다. 기원전 1600년에는 드레스 앞부분이 열려 가슴 전체가 드러나는 뱀 여신 조각상이 미노스에서 조각되었다. 그 무렵, 크노소스의 크레탄족 여성들은 갈라진 틈이 열린 장식용 몸을 입고 있었고, 때로는 페플로스를 달고 있었다. 기원전 1500년에 제작된 또 다른 미노스 조각상들은 맨몸의 코르셋을 입은 여성들을 보여준다.
고대 그리스 여성들은 카테마(kathema)라고 불리는 긴 펜던트 목걸이로 가슴골을 장식했다. 고대 그리스의 여신 헤라는 트로이아 전쟁에서 제우스를 돌려놓기 위해 "금 브로치"와 "100개의 술병"이 장식된 푸쉬업 브라의 초기 버전과 같은 것을 입었다고 일리아스에 묘사되어 있다. 그리스와 로마 문명의 여성들은 작은 가슴을 강조하기 위해 로마에서 태니아와 같은 가슴밴드를 사용하기도 했지만, 흔히 남녀 공용의 옷을 선호했던 남성적인 그레코로만형 세계의 여성들은 가슴을 억누르기 위해 그리스에서는 시인과 같은 가슴밴드를, 로마에서는 페시아나 마밀라레를 사용했다. 이러한 마밀라레 중에서도 특히 가슴이 큰 여성들을 억누르기 위한 엄격한 가죽 코르셋이 있었다. 기원전 3세기에 남아라비아에서 발견된 은화는 데콜타주가 많고 정교한 머리 모양을 한 부섬한 외국 통치자를 보여준다. 랍비 아하 b. 라바(5세기경)와 바빌로니아인 나단(2세기경)은 가슴 사이의 적절한 크기를 "여성 가슴 사이의 한 손 너비"로 측정했다.

### 중세

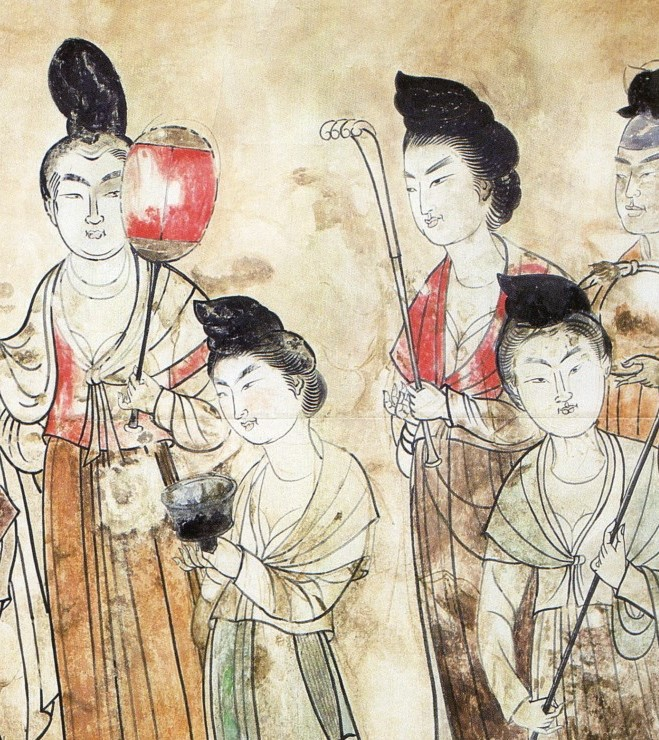
데콜타주가 상당히 자유로웠던 당나라(706경) 당시 중국의 궁정인.

당나라(7~9세기) 동안 중국 여성들은 이전보다 점점 더 자유로워졌고, 당나라 중기에는 데콜테 드레스가 상당히 해방되었다. 당대 여성들은 초기 중국 여성들이 입었던 보수적인 의상보다는 의도적으로 가슴골을 강조했다.
11세기에서 16세기 사이에 인도의 펀자브, 구자라트, 라자스탄 여성들의 데콜테 옷은 이 지역이 점차 외세의 지배를 받게 되면서 가려진 가슴과 긴 베일로 대체되었다. 이 시기에 이탈리아의 베네치아, 제노바, 피렌체에서 데콜레타주가 있는 정교하고 화려한 궁중 드레스가 인기를 끌었다.
12세기까지 기독교 서구는 가슴골에 우호적이지 않았으나 14세기에 이르러 프랑스가 주도하면서 태도에 변화가 일어나는데, 목선이 낮아지고 옷이 조여지고 가슴이 다시 한 번 과시되었다. 데콜레 드레스는 15세기에 도입되었다. 당시 발명된 유방등급제에서는 '작고 하얗고 둥글고 사과처럼 단단하고 넓은' 유방에 가장 높은 등급을 부여했다.
여성들은 가슴을 쥐어짜고 화장을 하여 갈라진 틈을 더 매력적으로 만들기 시작했다. 가슴골은 당대 벨기에의 연대기 작가 장 프로사르트에 의해 "가슴선의 미소"라고 불렸다. 동시대 프랑스 예의 매뉴얼인 라 클레프 다모르(La Clef d'Amors)는 "가슴과 목이 아름답다면 가리지 말고 드레스는 모두가 쳐다보고 입을 벌릴 수 있도록 낮게 재단되어야 한다"고 조언했다. 동시대 시인 외스타슈 데샹(Eustache Deschamps)은 "목선이 넓게 열려 있고 가슴과 목이 더 잘 보일 수 있도록 틈이 있는 타이트한 드레스"를 조언했다.
그러나 프랑스의 로마 가톨릭교회는 가슴골이 과시하는 것을 막으려고 노력했다. "지옥의 문"이라고 불리는 가슴골과 여성의 몸통에 끈을 묶도록 명령했다. 프랑스 신부 올리버 마이야르는 가슴을 노출한 여성들은 "유두에 의해 지옥에 갇힐 것"이라고 말했다. 프랑스의 샤를 7세와 같은 군주들은 교회를 무시했다. 그의 궁정에서 여성들은 가슴, 가슴골, 유두를 볼 수 있는 옷을 입는 것이 일반적이었다. 1450년 샤를 7세의 정부였던 아녜스 소렐은 프랑스 궁정에서 가슴을 완전히 드러낸 깊고 낮은 사각형의 데콜레 드레스를 입으면서 패션 유행을 시작했다.

### 초기 근대

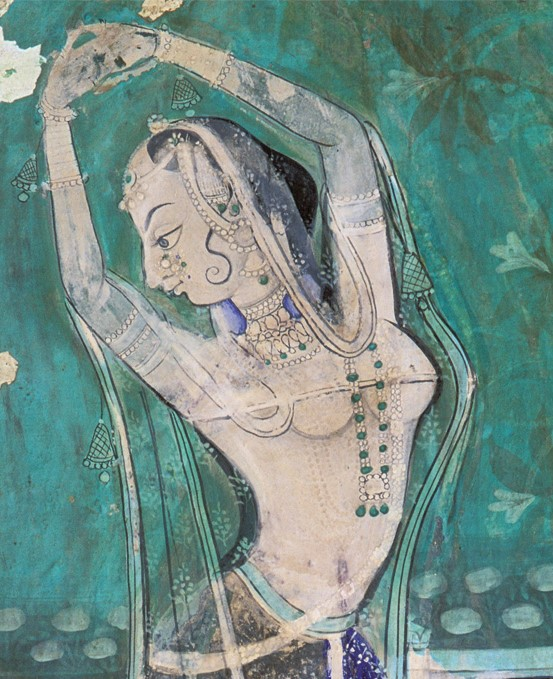
분디 출신의 치트라샬라 댄서(1640년대경)의 라지푸트 회화는 노출된 가슴아래를 보여주는데, 이 그림은 미국에서 태국에 이르기까지 많은 곳에서 2020년 말까지 법과 정책에 의해 금지되었다.

유럽 전역에서, 데콜타주는 종종 중세 후기 드레스의 특징이었다. 이는 빅토리아 시대까지 계속되었다. 여성의 목과 가슴 윗부분을 드러내는 드레스들은 적어도 11세기부터 19세기 중반까지 유럽에서 매우 흔했고 논란의 여지가 없었다. 무도복과 이브닝 드레스들은 특히 갈라짐을 드러내고 강조하기 위해 디자인된 낮고 정사각형의 데콜타주를 가졌다.
르네상스와 19세기 사이의 많은 유럽 사회에서는 한쪽 또는 양쪽 가슴을 드러내는 로우컷 드레스를 입는 것이 21세기 초보다 더 용인되었다. 드러난 여성의 다리, 발목, 어깨는 노출된 가슴보다 더 외설적인 것으로 간주되었다.

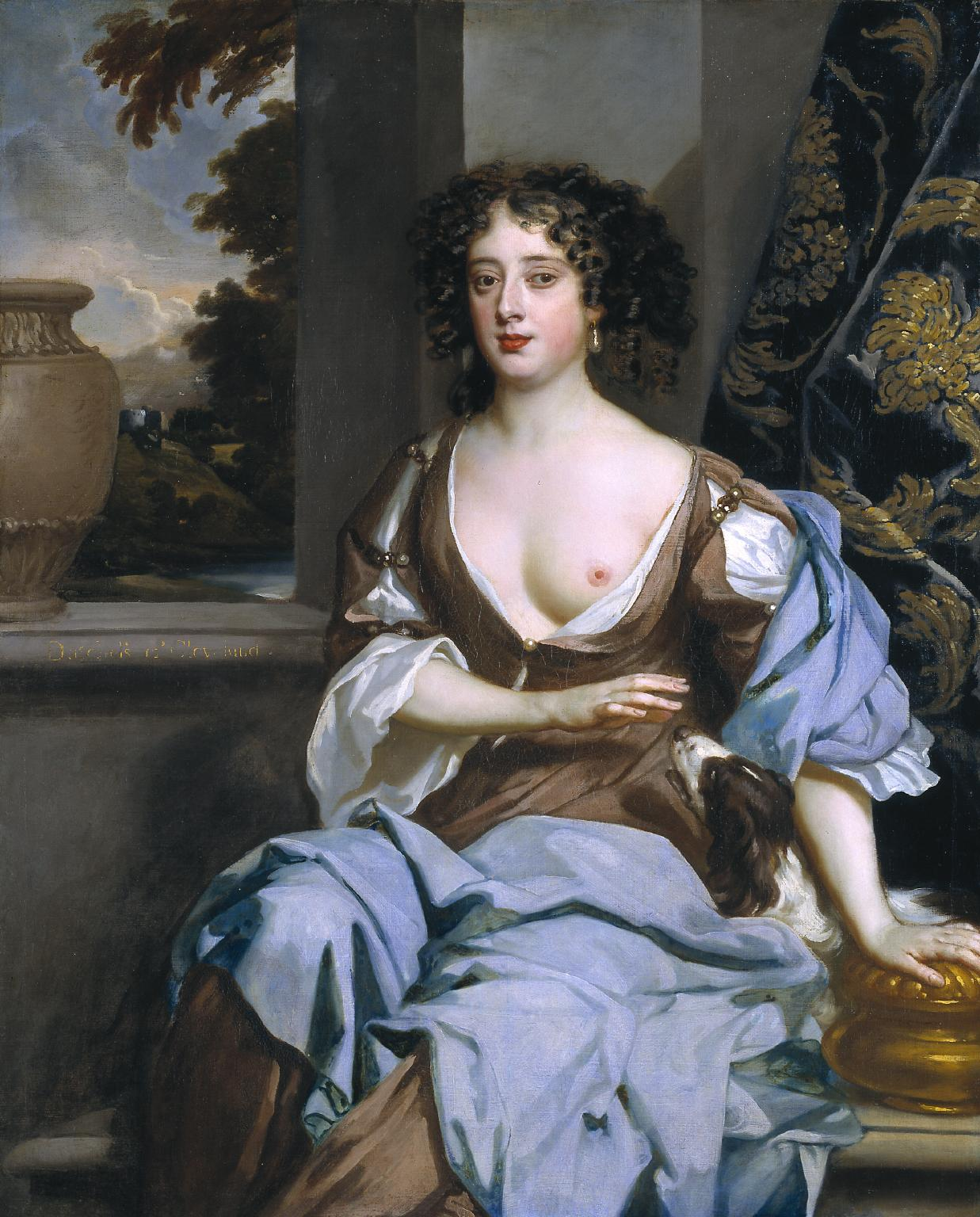
가슴이 드러난 휴즈의 초상, 1670년경 피터 릴리의 작품

귀족과 상류층에서, 유방의 과시는 때때로 아름다움, 부, 사회적 지위의 표시인 지위 상징으로 간주되었다. 드러난 가슴은 그 시대의 예술, 조각, 건축에 영향을 준 고대 그리스의 누드 조각과의 연관성을 불러일으켰다.
16세기 중반 튀르키예에서는 쉴레이만 1세 통치 기간 동안 존경받는 규정에 따라 "존경받는" 여성들이 가슴골이 노출된 세련된 드레스를 입는 것이 허용되었다. 이 특권은 "매춘부"에게 거부되어 생계에 관심을 끌 수 없었다. 오스만 제국의 인기 있는 여성 의류인 엔타리는 코르셋이 없는 유럽의 코르셋 보디체와 비슷했다. 좁은 상단과 좁고 길고 급락하는 데콜테는 넉넉한 가슴골을 드러냈다. 이 무렵, 가슴이 출산의 상징으로 여겨졌던 레반트 지역의 기혼 여성들 사이에서 가슴골이 드러나는 감바즈 가운이 받아들여졌다.
16세기 인도 무굴 제국시대에 힌두교 여성들은 어깨와 가슴을 가리며 옷을 많이 입은 정복자들을 모방하기 시작했지만, 동시대 그림에서는 무굴 궁전의 여성들이 라지푸트 스타일의 콜리스와 가슴 장신구를 착용한 것으로 종종 묘사되었다. 무굴 그림은 종종 매우 대담한 데콜테를 가진 여성을 묘사했다. 동시대의 라지푸트 회화는 가슴 윗부분만 덮는 반투명 콜리스를 입은 여성을 묘사하는 경우가 많다. 16세기에 스페인 정복자들이 잉카 제국을 식민지화했을 때, 전통적인 가슴골이 드러나는 화려한 잉카 드레스는 높은 목과 가려진 가슴으로 대체되었다.
16세기 유럽 사회에서는 가슴을 노출한 여성 패션이 계층을 막론하고 흔했다. 안 드 브르타뉴 여공작은 스퀘어 넥라인의 드레스를 입고 그려져 있다. 낮은 사각형 데콜테 스타일은 17세기 영국에서 인기가 있었다. 메리 2세 여왕과 찰스 1세의 아내 앙리에트 마리아는 가슴을 크게 드러낸 모습으로 그려졌다. 건축가 이니고 존스는 앙리에트 마리아의 가슴을 모두 드러내는 가면극 의상을 디자인했다. 고래뼈 등 뻣뻣한 소재를 사용해 원하는 실루엣을 연출한 가슴골 강조 코르셋은 16세기 중반 남성들도 코트를 위해 채택한 패션이다.

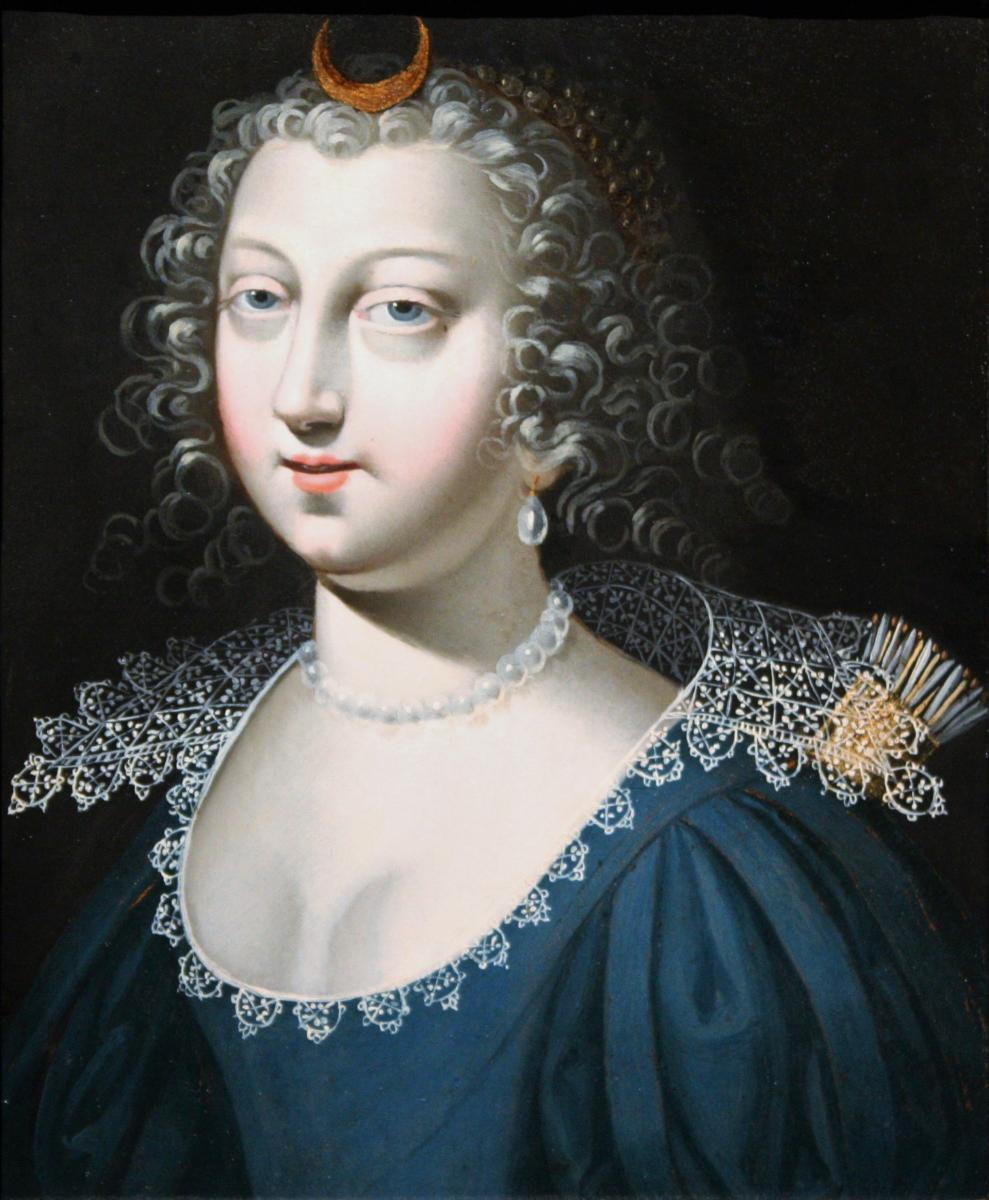
프랑스의 여왕인 안 도트리슈는 그녀의 갈라진 가슴골을 보여주는 드레스를 입은 17세기 초의 패션 아이콘이었다.

16세기에는 어깨끈이 어깨에 붙어 있었으나 17세기에 들어서면서 어깨 아래로 내려와 팔 윗부분을 가로지르게 되었고, 17세기 중반에는 이 시대의 타원형 목선이 보편화되었다. 20세기 말에는 여성복 앞부분의 네크라인이 더욱 낮아지기 시작했다. 엘리자베스 시대의 극심한 데콜타주 기간 동안 넥라인은 종종 프릴과 진주 끈으로 장식되었으며 때로는 터커와 파트렛(이탈리아에서는 태셀로, 프랑스에서는 라 모디스트라고 함)으로 덮였다. 엘리자베스 시대 후기의 코르셋은 단단하고 억압적인 앞쪽을 가진 여성의 모습을 깊은 가슴골이 있는 평평하고 원통형의 실루엣으로 조작했다. 1610년경, 플랫 칼라가 넥트림을 대체하기 시작했고, 때로는 손수건으로 덮인 자극적인 갈라짐을 허용했다. 조지 시대 동안, 펜던트는 데콜타주 장식으로 인기를 얻었다. 안 도트리슈는 그녀의 궁정의 여성 멤버들과 함께 가슴이 더 깊게 갈라지도록 강요하는 매우 꽉 끼는 신체와 코르셋을 착용한 것으로 알려져 있으며, 가슴을 거의 전체적으로 노출시키는 매우 낮은 목선, 그리고 그것을 강조하기 위해 갈라진 틈에 누워있는 펜던트를 착용한 것으로 알려져 있다. 프랑스 대혁명 이후 데콜타주는 앞쪽이 커지고 뒤쪽이 줄어들었다. 1795 ~ 1820년 패션 기간 동안 많은 여성들은 목, 가슴, 어깨가 드러나는 드레스를 입었다. 점점 더 데콜타주의 양이 일상복과 정장 가운의 주요 차이가 되었다.
가슴골이 논란의 여지가 없는 것이 아니었다. 1713년 영국 신문 가디언지는 여성들이 턱걸이를 하고 목과 가슴 윗부분을 가린 채로 있는 것에 대해 불평했다. 영국 시인이자 수필가인 조지프 애디슨은 데콜타주가 너무 극단적이어서 "현재 멋진 여성의 목이 거의 몸의 절반을 차지한다"고 불평했다. 출판물들은 여성들에게 "미모를 벗기지 말라"고 충고했다. 18세기 뉴스 특파원들은 "그렇지 않으면 예의 바르고 신사적인 여성들은 평범한 매춘부처럼 보였다"고 썼다.
프랑스 계몽주의 시대에 여성의 가슴은 단지 관능적인 유혹인지 아니면 어머니에서 아이에게 바치는 자연스러운 선물인지에 대한 논쟁이 있었다. 프랑스의 모든 여성들이 오픈넥 스타일을 변형하지 않고 착용한 것은 아니었다. 아델라이드 라비유기아르의 자화상(프랑스, 1785)은 세련된 데콜테 드레스를 입은 화가를 보여주고 그녀의 학생들은 얇은 손수건으로 가슴을 장식하고 있다. 거의 한 세기가 지난 후, 프랑스에서도 1855년 파리의 튀일리궁에서 열린 궁정 무도회에 참석한 지방 출신의 한 남성이 데콜레 드레스를 보고 혐오감을 느꼈으며, "젖을 뗀 이후로 그런 것을 본 적이 없다!"고 말했다고 한다. 1890년에는 액체 파라핀 주사를 이용한 최초의 유방 확대술이 시행되었다.

### 후기 근대

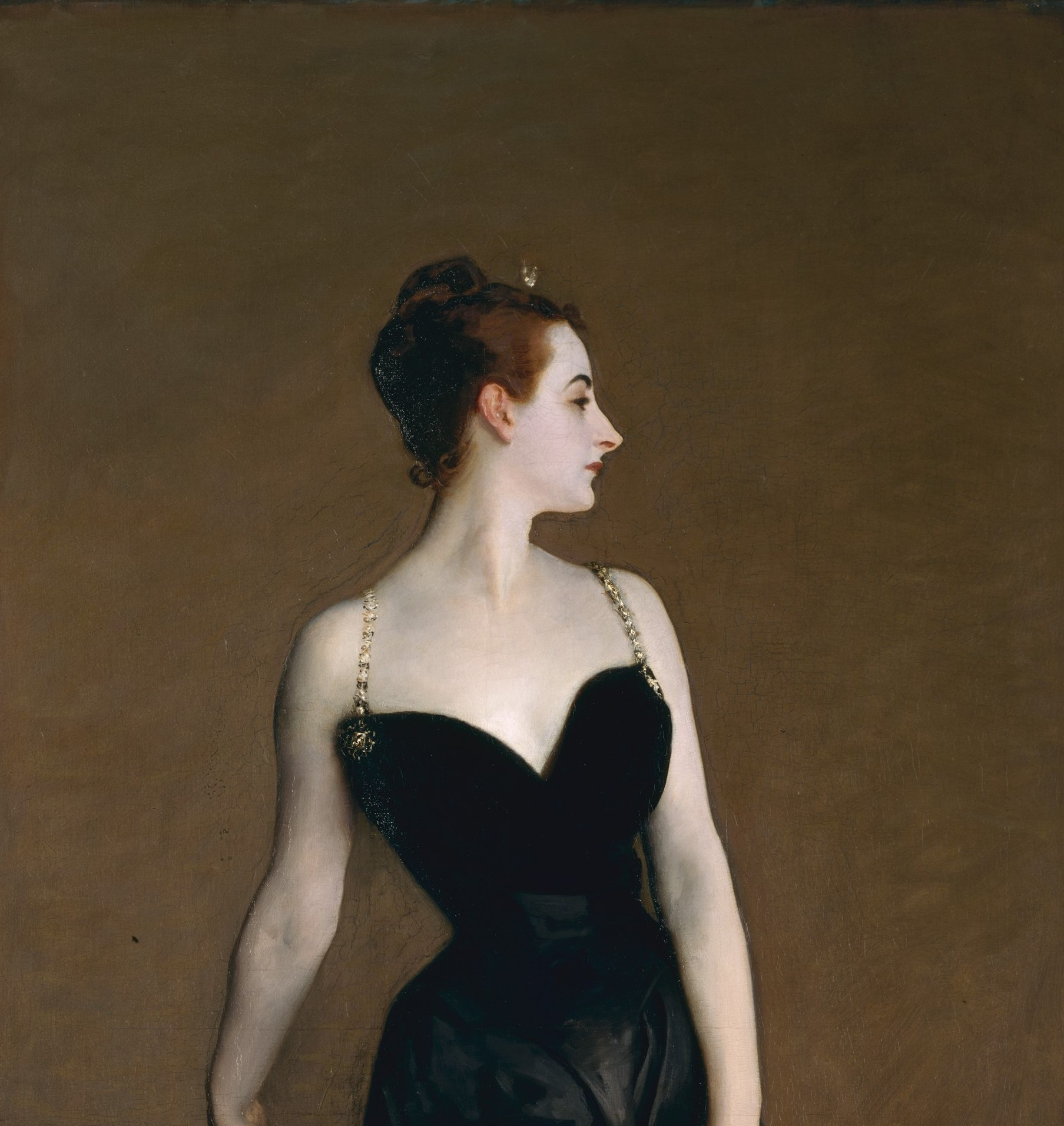
존 싱어 사전트가 쓴 마담 10세 초상화(1884)의 상세한 내용. 그의 가슴골은 서전트가 다시 칠하기에 충분한 논란을 일으켰고 가슴골을 덜 대담하게 만들었다.

18세기 말 유럽 대륙에서는 가슴을 위로 밀어주는 가슴골을 강화하는 코르셋이 더욱 극적으로 성장했다. 19세기와 20세기 초에 착용된 코르셋의 촘촘한 끈은 가슴과 엉덩이의 크기와 가슴골을 모두 강조했다. 이브닝 가운과 무도회 가운은 데콜타주를 돋보이게 하고 강조하기 위해 특별히 디자인되었다. 1849년에는 정교한 목걸이가 파티와 무도회에서 데콜타주를 장식했다. 캐미솔 같은 옷을 입고, 가슴 부분이 분리되거나 가슴골이 나지 않는 고래뼈 코르셋을 입는 경향도 있었다. 당시 데콜타주 드레스의 인기에도 불구하고, 초상화에서 가슴을 완전히 드러내는 것은 추잡한 여성(미녀와 매춘부)과 순수한 여성(모녀와 왕비)의 두 그룹으로 제한되었다. 북미에서는 도금 시대에 여성들이 옷에 꽃을 붙이고 보석을 세심하게 배치하여 가슴골을 장식했다.
19세기 중후반의 빅토리아 시대에는 여성이 공공장소에서 가슴을 가려야 한다는 사회적 태도가 있었다. 높은 칼라는 평상복의 표준이었다. 이 기간이 끝날 무렵에는 풀 칼라가 유행했지만 일부 데콜테 드레스는 공식적인 자리에서 입었다. 이를 위해 어깨 아래로 눕혀져 있고 7.6 ~ 15.2㎝ 길이의 레이스나 다른 장식재로 다듬는 경우가 많았던 베르타 넥라인은 중상류층 여성들에게 인기를 끌었지만 서민층 여성들이 그만큼 피부를 드러내는 것은 사회적으로 용납될 수 없는 일이었다. 데콜타주를 덮기 위해 진주 목걸이를 여러 개 착용했다. 베르타 넥라인과 함께 코르셋에서 스트랩이 제거되고 숄이 필수로 만들어졌다.
1904년에는 저녁 복장의 넥라인이 낮아져 어깨가 노출되었으며, 때로는 끈이 없었지만 넥라인은 여전히 가슴골 위로 끝났다. 1913년경에 적당한 둥근 모양이나 V자 모양의 네크라인이 있는 드레스가 유행하자 전 세계의 성직자들은 충격을 받았다. 독일 제국에서는 로마 카톨릭 주교들도 합류하여 새로운 패션을 공격하는 목회 서한을 발행했다. 에드워드 시대에는 가슴골의 기미가 없는 극한의 융기가 활처럼 유행했다. 1908년에는 몸통 전면 내부에 단일 고무 패드 또는 "가슴 형태"를 착용하여 가슴골을 거의 볼 수 없게 만들었다.
1920년대 플래퍼 세대는 가슴을 납작하게 만들어 가슴에 붕대를 감거나 가슴 래터너를 활용하는 유행하는 '소년 소녀' 룩을 채택했다. 코르셋은 1917년에 유행에서 뒤처지게 되었는데, 이때는 제1차 세계대전과 소년 같은 인물들의 유행으로 탱크와 군수품을 만들기 위해 금속이 필요했기 때문이다. 뉴질랜드에서는 1914년 데콜테 의류의 초기 등장이 곧 "플랫" 패션으로 대체되었다. 유방 억제가 서구 세계에서 널리 퍼져 있었기 때문에 미국 의사 릴리안 파라는 "처녀 위축성 탈출 유방"을 당시의 패션 필수 요소로 여겼다. 1920년에는 유방확대술을 위해 파라핀을 복부와 엉덩이에서 채취한 지방 조직으로 대체했다.
1914년, 뉴욕의 사교계 명사인 메리 펠프스 제이콥(Mary Pelps Jacob)은 이 옷을 "뒷면이 없는 브래지어"라고 특허를 냈고, 몇 백 벌의 옷을 만든 후, 그녀는 그 특허를 워너 브라더스 코르셋 컴퍼니에 1,500달러에 팔았다. 이후 30년 동안 워너 브라더스는 제이콥의 디자인으로 1,500만 달러 이상을 벌었다. 다음 세기 동안 브래지어 산업은 가슴골 수요의 영향을 받아 많은 부침을 겪었다.
1930년대에 더욱 여성스러운 모습으로 돌아오면서 코르셋은 대공황이 한창일 때도 강력한 수요를 유지했다. 1920년대부터 1940년대까지 코르셋 제조업체들은 젊은 여성들에게 코르셋 사용법을 교육하기 위해 끊임없이 노력했지만, 제1차 세계 대전 동안 서구 사회에서 다리 노출이 더 많이 받아들여지면서 거의 반세기 동안 패션은 데콜레타주 측면에서 더 절제되었다.
1940년대에는 브래지어 중앙에 상당한 양의 천을 배치하여 가슴을 밀어넣는 대신 가슴골을 만들어 내는 효과를 냈다. 1947년에는 할리우드의 프레데릭 멜린저가 처음으로 패딩 브래지어를 제작했고, 1년 후에는 "The Rising Star"라는 이름의 초기 푸시업 버전이 출시되었다. 그 10년 동안 크리스티앙 디오르는 신축성 있는 코르셋, 패드, 엉덩이를 넓어 보이게 하고 허리를 잘록하게 하며 가슴을 들어올려 주는 쉐이핑 거들이 포함된 "뉴룩"을 선보였다.
1934년부터 1968년까지 미국에서 시행된 헤이스 코드에 따르면 과도한 가슴골 묘사는 허용되지 않았다. 많은 여성 배우들이 이러한 기준을 어겼으며, 다른 연예인, 연기자, 모델들도 이를 따랐고 대중들도 크게 뒤쳐지지 않았다. 다양한 깊이의 로우 컷 스타일이 일반적이었다. 전후 기간에 가슴골은 결정적인 상징이 되었다. 작가 피터 루이스에 따르면 "가슴 또는 가슴골은 50년대에 성감대의 신격화였습니다. 가슴은 모든 눈의 사과였습니다." 이 무렵부터 가슴 사이의 공간을 정의하는 데 미국 단어 "cleavage" 가슴골이 사용되기 시작했다.

## 개선
역사를 통틀어, 여성들은 자신만의 신체적인 매력과 여성성을 강화하기 위해 패션과 겸손이라는 문화적인 규범의 맥락 안에서 유방의 강조와 표시를 포함한 많은 방법들을 사용해 왔다. 가슴 페티시화는 여성들에게 올바른 가슴을 가지고 그로 인한 가슴골에 대해 상당한 불안감을 초래한다. 이러한 필요를 충족시키기 위해 모든 종류의 운동, 브래지어 및 기타 가슴 개선 방법들이 권장되고 광고되어 왔다.

### 코르셋류 및 브래지어
코르셋류와 브래지어는 종종 가슴골을 강화하는 데 사용되는데, 작가 난 맥냅은 "여성이 가슴을 바꾸는 가장 빠른 방법은 브래지어를 사는 것이라고 한다"고 주장한다. 브래지어가 인기를 끌기 전에는 가슴을 코르셋과 뼈대와 레이스로 만든 "가슴 개선제"라고 불리는 의류가 사용되었다.
코르셋의 유행이 가라 앉으면서 브래지어와 패딩은 가슴을 투영하고 돋보이게 하며 강조하는 데 도움이 되었다. 여성들은 긴 줄의 브래지어, 내장된 등받이, 컵 사이의 쐐기 모양의 삽입물, 더 넓은 끈, 라스텍스, 컵 아래의 단단한 밴드, 그리고 가벼운 뼈대를 선택할 수 있었다. 2020년에는 원더브라, 프레드릭의 할리우드, 에이전트 프로보나터, 빅토리아 시크릿 등 여러 란제리 및 보정속옷 제조업체가 가슴골을 강화한 브래지어를 생산하며 언더와이어, 패딩, 플런지, 푸시업 브래지어 등 30여 종의 브래지어를 제공하고 있다.
언더와이어 브래지어의 개발은 1930년대에 시작되었지만, 제2차 세계 대전이 끝나고 금속이 가정용으로 사용되던 1950년대까지 널리 인기를 얻지 못했다. 언더와이어 브래지어에서, 금속, 플라스틱 또는 수지의 얇은 스트립(일반적으로 양쪽 끝에 나일론 코팅이 있음)이 브래지어 천에 꿰매어져 있으며, 센터 고어에서 겨드랑이까지 각 컵 아래에 꿰메어져 있다. 삽입물은 가슴을 들어올리고, 분리하고, 모양을 만들고, 지지하는 데 도움을 준다. 언더와이어 브래지어는 가슴을 문지르고 눌러 피부 자극과 가슴 통증을 유발할 수 있으며, 착용한 브래지어의 와이어가 천에서 튀어나올 수 있다.
패딩 브래지어는 컵에 폼, 실리콘, 젤, 공기, 액체 등의 추가 소재를 넣어 가슴을 더욱 풍만하게 보이도록 도와준다. 다양한 디자인으로 커버력과 지지력을 제공하고, 젖꼭지를 숨기고, 멀리 떨어져 있는 가슴에 모양을 더해주며 편안함을 더한다. 점진적인 패딩은 컵 하단에 패딩이 더 많고, 상단으로 갈수록 점점 가늘어진다. 일부 패딩 브라는 넥이 깊은 드레스에 맞게 제작된다.
플런지 브래지어는 윗부분을 노출한 채 유두와 가슴 아랫부분을 감싸주며, 로우컷 탑과 깊은 브이넥에 적합하다. 또한 플런지 브래지어는 더 낮고 짧으며 좁은 중앙 고어를 가지고 있어 고어가 가슴 중앙에서 몇 인치 아래로 떨어지도록 하여 가슴골을 증가시키면서 지지력을 유지한다. 플런지 브래지어는 패드를 덧대거나 가슴을 밀어서 가슴골을 만들 수 있다.
20세기 중반에 등장한 푸쉬업 브래지어는 패드의 위치가 다른 패딩 브라와 달리 패딩 컵을 사용하여 가슴을 위쪽으로 밀착시켜 더욱 풍성한 느낌을 주도록 디자인되었다. 가슴의 윗부분과 안쪽 부분을 드러내지 않아 가슴골이 더 커진다. 대부분의 푸시업 브래지어에는 추가적인 리프팅과 지지력을 위해 언더와이어가 있으며, 패딩은 일반적으로 폼으로 만들어진다. 원더브라는 푸시업 브래지어에 세 부분으로 구성된 컵, 언더와이어, 정밀하게 각진 등받이, 견고한 스트랩, 탈부착 가능한 "쿠키"를 포함하여 54가지 디자인 요소를 사용했다.
어떤 형태의 운동에서는 스포츠 브라로 지지되지 않는 가슴이 처질 위험이 더 높다. 저자 태피 브로데서 아크너는 스포츠 브라나 가슴을 함께 누르는 푸시업 브라를 장시간 착용하면 가슴골 주름이 발생할 수 있다고 주장한다. 이러한 주름은 피부의 콜라겐이 나이가 들거나 햇빛에 노출됨에 따라 분해되기 시작하면서 더 오래 유지된다. 자연적이든 수술적이든 큰 가슴을 가진 여성들은 주름이 생기는 고통을 더 많이 받는다. 가슴골 주름을 최소화하는 브래지어 디자인에 대한 주장이 있었다. 스킨케어 제품 제조업체인 스킨 리퍼블릭의 설립자인 서맨사 윌슨은 보톡스를 통해 주름을 줄일 수 있으며, 인텐시브 펄스광(IPM), 콜라겐 유도 요법(CIT) 및 고강도 집속 초음파를 통해서도 주름을 줄일 수 있다고 밝혔다. 2009년 슬로베니아의 란제리 제조업체인 리스카는 착용자가 성적으로 흥분할 때 가슴을 더 밀어주는 첨단 기술인 "스마트 메모리 브라"를 출시했다.

## 남성의 가슴골
낮은 목선이나 단추가 풀린 셔츠로 인해 발생하는 남성의 가슴골(영어로는 "heavage"라고도 함)는 1920년대부터 영화의 트렌드였다. 더글러스 페어뱅크스는 바그다드의 도둑 (1924년 영화)과 "아이언 마스크" (1929)를 포함한 영화에서 가슴을 드러냈고, 에롤 플린은 1938년 영화 "로빈 훗의 모험"과 같은 영화에서 남성의 가슴골을 보여주었다. 이러한 미학은 1950년대와 1960년대에도 로빈 후드의 모험에서 가슴을 드러낸 말론 브란도와 많은 제임스 본드 영화에서 숀 코너리와 같은 영화배우들과 함께 계속되었지만, 패션 역사가 로버트 브라이언에 따르면 1970년대 이후에는 유행에서 벗어났다. 이는 토요일 밤의 열기(1977)에서 존 트래볼타가 요약한 "남성 가슴털의 황금기"였다.

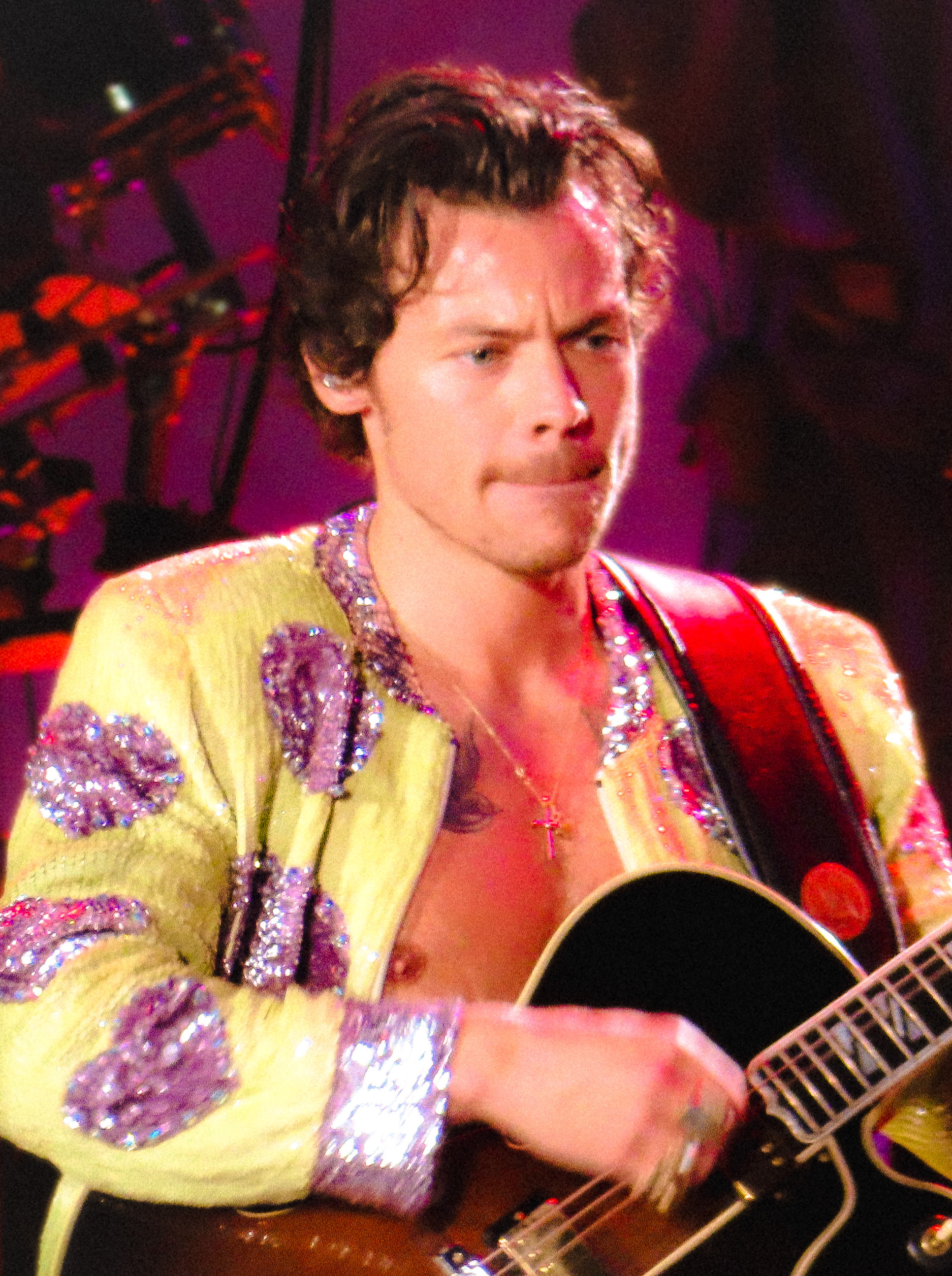
리우데자네이루에서 열린 2022 Love on Tour 콘서트에서 가슴골이 드러나는 재킷을 입고 있는 뮤지션 해리 스타일스

이 룩은 1970년대 믹 재거와 버트 레이놀즈, 2010년대에는 해리 스타일스, 주드 로, 사이먼 코웰, 카니예 웨스트와 같은 유명인들에게도 인기를 끌었다. 1970년대에는 남성과 여성 모두 옷에 대한 반패션적 접근 방식과 레저 웨어의 부상으로 인해 셔츠 단추를 풀고 편안한 유니섹스 스타일을 채택하는 남성이 많아졌다. 새로운 남성적인 스타일이 발전하면서 게이 남성들은 "땀에 젖은 가슴 위로 단추가 반쯤 풀린 셔츠"와 타이트한 청바지를 입고 전통적으로 남성적이거나 노동계층적인 스타일을 채택하여 게이 남성이 여성이 되고 싶어한다는 생각을 거부했다.
인도에서는 발리우드 영화배우 살만 칸(이코노믹 타임즈에 의해 "가슴골의 왕"으로 명명됨), 1990년대 셰카르 수만, 2000년대 샤히드 카푸르와 악샤이 쿠마르가 함께 인기를 얻었다. 남성의 가슴골은 2010년대에 특히 힙스터와 히스패닉계, 라틴계 미국인 사이에서 다시 유행했다. 스타일리스트 크리스티안 초이는 남성의 가슴골이 다시 유행하기 시작한 이유를 몸매와 개인적인 스타일에 대한 욕구 때문이라고 말한다. 패션 사업가 하비 폴빈은 남성용 브이넥은 칼라에서 2~4인치 사이여야 한다고 말했다. 일부 남성은 가슴골을 개선하기 위해 가슴 털을 관리한다("맨스케이핑"이라고도 함).

### 남성용 브래지어

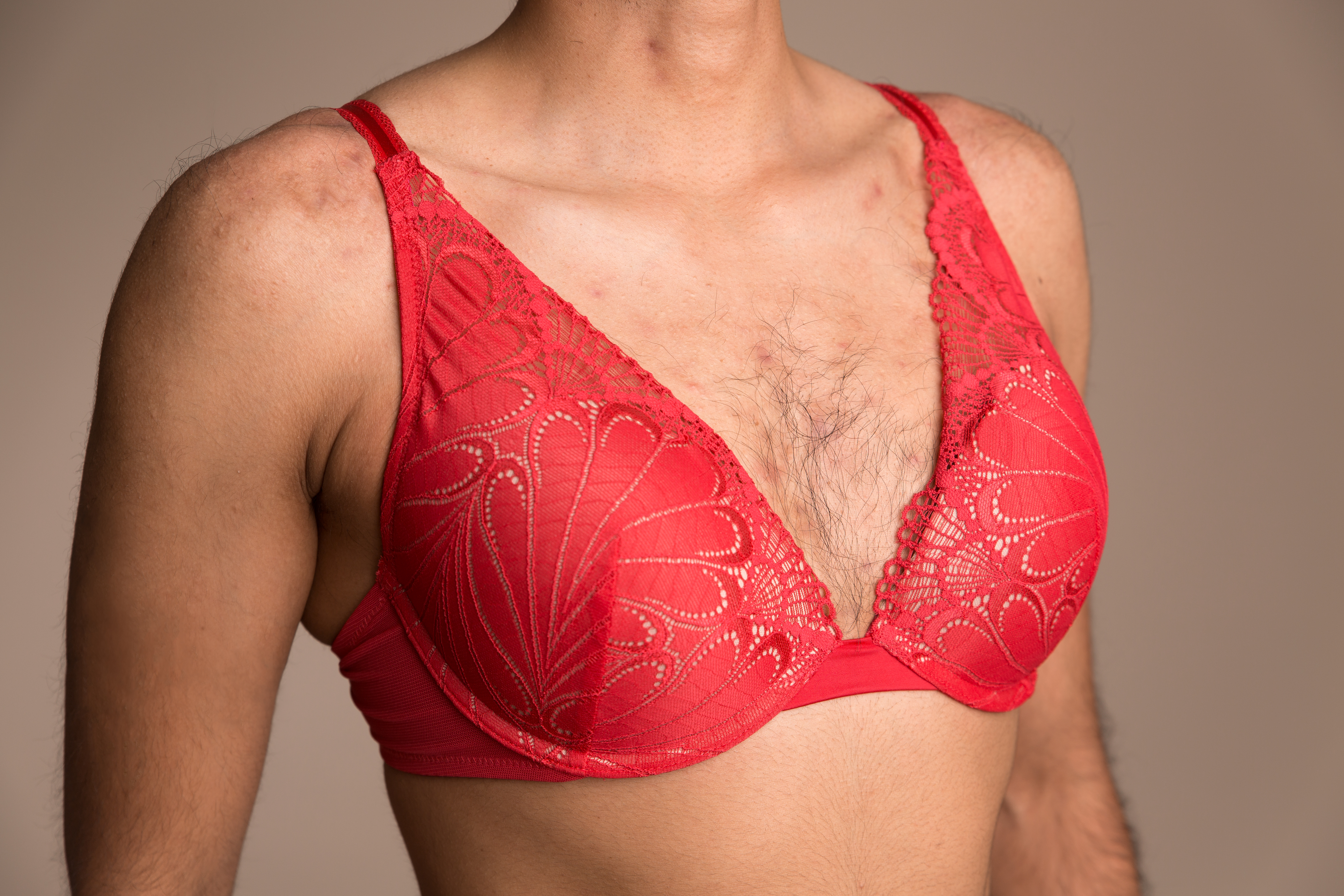
남성용 브래지어

여장을 하는 일부 남성은 다른 옷 중에서 브래지어를 선택한다. 브래지어는 느낌이나 실루엣을 고려하여 착용할 수 있다. 남성용 브래지어는 컵 내부에 충전재를 제공하여 가슴골을 만들 수 있다. 2000년대 말까지 남성용 브래지어는 온라인 구매 품목으로 일본 남성들에게 잠시 인기를 끌었다.
남성 유방 발달의 대부분은 남성의 유방 발달을 유발하는 내분비 질환인 여성형유방증에 기인한다. 이 장애가 심리적 고통을 유발할 수 있다는 점을 고려하여 일부 남성은 가슴골을 들어올리기보다는 납작하게 만들기 위해 남성용 브래지어를 착용한다. 남성의 가슴을 줄이는 데는 유산소 운동과 근력 트레이닝 같은 운동도 권장된다. 더 심각한 경우에는 의학적 치료에 외과적 개입이 포함될 수 있다. 영국미용성형외과의사협회(BAAPS)에 따르면 2008년 영국에서 유방 축소 수술을 받은 남성은 323명으로 2007년에 비해 44% 증가했다.

## 같이 보기
- 백리스 드레스
- 토플리스